# Peteca nos Jogos Asiáticos em Recinto Coberto de 2009
As competições de peteca nos Jogos Asiáticos em Recinto Coberto de 2009 ocorreram entre 2 e 7 de novembro. Seis eventos foram disputados.

## Calendário
| Outubro/Novembro | 28 | 29 | 30 | 31 | 1 | 2 | 3 | 4 | 5 | 6 | 7 | 8 | Finais |
| ---------------- | -- | -- | -- | -- | - | - | - | - | - | - | - | - | ------ |
| Peteca           |    |    |    |    |   |   |   | 2 |   | 2 | 2 |   | 6      |

## Quadro de medalhas
| Ordem | País      | Medalha de ouro | Medalha de prata | Medalha de bronze |    |
| ----- | --------- | --------------- | ---------------- | ----------------- | -- |
| 1     | Vietname  | 5               | 1                |                   | 6  |
| 2     | China     | 1               | 2                | 3                 | 6  |
| 3     | Laos      |                 | 2                | 2                 | 4  |
| 4     | Macau     |                 | 1                | 1                 | 2  |
| 5     | Tailândia |                 |                  | 3                 | 3  |
| 6     | Hong Kong |                 |                  | 2                 | 2  |
| 7     | Camboja   |                 |                  | 1                 | 1  |
| TOTAL | TOTAL     | 6               | 6                | 12                | 24 |

## Medalhistas
| Evento             | Ouro                       | Prata                            | Bronze                                                         |
| Simples masculino  | VIE Vietnã Nguyen Anh Tuan | LAO Laos Southisone Thonmanivong | HKG Hong Kong Kevin Or CHN China Gao Haoguang                  |
| Duplas masculinas  | VIE Vietnã                 | LAO Laos                         | THA Tailândia CHN China                                        |
| Equipes masculinas | VIE Vietnã                 | CHN China                        | THA Tailândia LAO Laos                                         |
| Simples feminino   | VIE Vietnã Trinh Thi Nga   | CHN China Hu Jianping            | HKG Hong Kong Mak Kwok Hing THA Tailândia Jindamon Kubkokkruad |
| Duplas femininas   | VIE Vietnã                 | MAC Macau                        | CAM Camboja CHN China                                          |
| Equipes femininas  | CHN China                  | VIE Vietnã                       | MAC Macau LAO Laos                                             |